# Huber Matos
Huber Matos Benítez (26. listopadu 1918 Yara – 27. února 2014 Miami) byl kubánský politik, voják a spisovatel. Byl členem Partido Ortodoxo a aktivním odpůrcem režimu Fulgencia Batisty. Po vítězství kubánské revoluce se stal velitelem provincie Camagüey, záhy však začal kritizovat Fidela Castra za personální změny ve vedení státu a příklon ke komunistické ideologii. V říjnu 1959 byl zatčen a odsouzen jako zrádce a kontrarevolucinář ke dvacetiletému odnětí svobody. Po odpykání trestu v pevnosti La Cabaña se s rodinou vystěhoval ze země, žil v Kostarice a později v USA, kde vedl exilovou organizaci Cuba Independiente y Democrática a založil vlastní nadaci pro rozvoj demokracie na americkém kontinentu. Vydal vzpomínkovou knihu Když přišla noc.